# Identitat sexual
|  | No s'ha de confondre amb Orientació sexual o Identitat de gènere. |

La identitat sexual és la manera com una persona es veu a ella mateixa pel que fa a la seva atracció romàntica o sexual respecte altres persones. Tot i que la identitat sexual i el comportament sexual estan estretament relacionats amb l'orientació sexual, són conceptes diferents: identitat es refereix a la concepció que un individu té sobre ell mateix, comportament es refereix als actes sexuals duts a terme per l'individu, i orientació es refereix a l'atracció romàntica o sexual cap a persones d'un determinat sexe o gènere.
Els models històrics de la identitat sexual tendeixen a veure la seva formació com un procés que només afecta a les minories sexuals, mentre que els models més contemporanis veuen el procés d'una manera molt més universal i intenten presentar la identitat sexual dins de l'àmbit d'altres teories d'identitat i processos més grans.

## Definicions i identitat
La identitat sexual ha estat descrita com un component de la identitat personal que reflecteix la manera com es veu una persona a ella mateixa des d'un punt de vista sexual. La integració d'altres components identitaris (per exemple, morals, religiosos o ètnics) en una identitat més àmplia és essencial en el procés de desenvolupar una identitat multi-dimensional.
La identitat sexual pot canviar al llarg de la vida, i pot alinear-se o no amb el comportament o l'orientació sexual. Per exemple, les persones homosexuals o bisexuals poden no identificar-se obertament com a tals en un lloc homofòbic o heterosexista, o en àrees amb pocs drets LGBT. En un estudi de 1990 de l'Organització Social de la Sexualitat, només un 16% de les dones i un 36% dels homes que sentien atracció cap al mateix gènere s'identificaven com a homosexuals o bisexuals.
La identitat sexual està més relacionada amb el comportament sexual que no pas l'orientació sexual. El mateix estudi va concloure que el 96% de dones i el 87% d'homes amb una identitat homosexual o bisexual havien tingut relacions sexuals amb algú del mateix gènere, tot i que només un 32% de dones i 43% d'homes havia declarat sentir atracció cap al seu mateix gènere. En revisar els resultats, l'organització va comentar: "El desenvolupament d'una identitat homosexual o gay és un procés psicològicament i socialment complex. És quelcom que, en aquesta societat, només s'hi arriba amb el temps, sovint amb una lluita interna considerable, per no mencionar el malestar social."

### Sexualitat no etiquetada
El concepte de sexualitat no etiquetada fa referència a quan una persona decideix no etiquetar la seva identitat sexual. Els motius per no etiquetar la pròpia sexualitat poden ser diversos: la incertesa, el simple fet que a la persona en qüestió no li agradin les etiquetes, o el desig de sentir-se lliure en la seva atracció en comptes de sentir-se forçat a l'atracció cap a les persones d'un cert gènere. Aquesta decisió també podria deure's a la "reticència a acceptar la pròpia condició de minoria sexual." Com que no etiquetar-se és una decisió deliberada, és diferent a la bisexualitat o qualsevol altra identitat sexual. Els que no s'etiqueten acostumen a veure que la sexualitat és menys estable i més fluïda i tendeixen a centrar-se més en la "persona, no el gènere."
Segons alguns informes, algunes dones que no etiqueten la seva sexualitat ho fan perquè no saben quin tipus de relació tindran en un futur. Per tant, aquesta divergència de les etiquetes sexuals podria produir que una persona s'adonés més clarament de la seva sexualitat "real", perquè l'allibera de la pressió de sentir-se atreta cap a unes certes persones només perquè és el que la identitat sexual li dicta.

## Desenvolupament

### General
La major part de la recerca en el desenvolupament de la identitat sexual se centra en les persones que se senten atretes pel seu mateix sexe. Moltes persones que senten atracció cap al seu mateix sexe surten de l'armari en algun moment de la seva vida. La sortida de l'armari es pot descriure en tres fases. La primera fase és la de "conèixer-se a un mateix", adonar-se que un mateix se sent atret sexualment o emocionalment (o ambdues possibilitats) cap a membres del mateix sexe. Això s'acostuma a descriure com a sortida de l'armari interna i pot tenir lloc durant la infància o la pubertat, però a vegades també ocorre de més gran. La segona fase suposa la decisió de sortir de l'armari a altres persones, com la família o els amics. Finalment, la tercera fase consisteix en viure obertament com una persona LGBT.
Segons Rosario, Schrimshaw, Hunter, Braun (2006), "el desenvolupament de la identitat sexual lesbiana, gay o bisexual (LGB) és un procés complex i difícil. A diferència de membres d'altres minories (com les ètniques o racials), la majoria de persones LGB no són educades en un lloc amb altra gent que pertany a la minoria i de la qual poden aprendre sobre la seva identitat i rebre recolzament" i "en comptes d'això, les persones LGB sovint són educades en llocs que són o bé ignorants o bé obertament hostils cap a l'homosexualitat."
Algunes persones que no volen sentir l'atracció sexual que senten podrien decidir "desidentificar-se" amb una identitat minoritària, fet que produeix que la seva identitat sexual difereixi de la seva orientació sexual. La identitat sexual pot canviar amb la psicoteràpia, grups de suport i esdeveniments de la vida, però no succeeix el mateix amb l'orientació sexual. En aquests casos, la persona pot arribar a acceptar una identitat LGB, desenvolupar una identitat heterosexual, rebutjar la identitat LGB i identificar-se com a "ex-gay", o evitar especificar la seva identitat sexual. En un article del The Wall Street Journal sobre la reconciliació entre la fe i l'homosexualitat, la investigadora Judith Glassgold va afirmar: "No estem intentant animar a la gent d'esdevenir ex-gay" i "hi ha pocs estudis sobre els efectes a llarg termini de rebutjar la identitat gay, però 'no hi ha evidències clares de perjudicis' i 'algunes persones semblen satisfetes amb aquest camí'".

### Models de desenvolupament de la identitat sexual
S'han creat diversos models per descriure la sortida de l'armari com un procés pel desenvolupament de la identitat gay i lesbiana (Dank, 1971; Cass, 1984; Coleman, 1989; Troiden, 1989). Aquests models històrics tenen una visió de la formació de la identitat sexual com un procés pel qual només passen les minories sexuals. Tanmateix, no totes les persones LGBT segueixen aquest model. Per exemple, alguns joves LGBT s'adonen i accepten la seva identitat de gènere o atracció cap a individus del mateix gènere durant la pubertat d'una manera similar a la qual els adolescents heterosexuals esdevenen conscients de la seva sexualitat. És a dir, lliures de qualsevol noció de diferencia, estigma o vergonya pel que fa al gènere de les persones cap a les quals se senten atrets. La postura dels models més contemporanis és que es tracta d'un procés més universal. Els models actuals pel desenvolupament de la identitat sexual intenten incorporar altres models de desenvolupament de la identitat.
El model d'identitat de Cass, establert per Vivienne Cass, marca sis etapes per les quals passen els individus que surten de l'armari amb èxit: confusió de la identitat, comparació de la identitat, tolerància de la identitat, acceptació de la identitat, orgull de la identitat i síntesi de la identitat. El model de desenvolupament de la identitat gay i lesbiana de Fassinger conté quatre etapes en un nivell individual i grupal: coneixement, exploració, aprofundiment/compromís i internalització/síntesi.
Alguns models de desenvolupament de la identitat sexual no s'organitzen per etapes concretes i ordenades, sinó que conceptualitzen aquest desenvolupament com una sèrie de processos independents. Per exemple, el model de D'Augelli descriu sis processos independents sense cap ordre en concret: sortir de la identitat heterosexual, desenvolupar una identitat LGB personal, desenvolupar una identitat LGB social, esdevenir una persona LGB, desenvolupar un estat d'intimitat LGB, i entrar a la comunitat LGB.
El Model Unificador del Desenvolupament de la Identitat Sexual és, actualment, l'únic model que incorpora el desenvolupament de la identitat heterosexual per incloure l'heterosexualitat obligatòria, l'exploració activa, la difusió, l'aprofundiment i el compromís a la condició, i síntesi.